# Голужне
Голужне (пол. Hołużne) — село в Польщі, у гміні Грабовець Замойського повіту Люблінського воєводства.
Населення — 101 особа (2011).
У 1975-1998 роках село належало до Замойського воєводства.

## Демографія
Демографічна структура станом на 31 березня 2011 року:
|          | Загалом | Допрацездатний вік | Працездатний вік | Постпрацездатний вік |
| -------- | ------- | ------------------ | ---------------- | -------------------- |
| Чоловіки | 57      | 19                 | 30               | 8                    |
| Жінки    | 44      | 12                 | 20               | 12                   |
| Разом    | 101     | 31                 | 50               | 20                   |